# Paul Muldoon
Paul Muldoon, född 20 juni 1951 i Portadown, County Armagh, Nordirland, är en irländsk poet.
Paul Muldoon är den yngsta representanten för den grupp av nordirländska poeter som även inkluderar Seamus Heaney, Michael Longley och Derek Mahon som blev berömda under 1960- och 1970-talen. Muldoons poesi är paradoxal, han använder klassiska versmått på ett nyskapande sätt och blandar lärda allusioner med humoristiska ordlekar.
Han studerade vid Queen's University i Belfast där han träffade Seamus Heaney och kom i kontakt med den så kallade Belfastgruppen med poeter som Michael Longley, Ciarán Carson och Frank Ormsby. Åren 1973 till 1986 arbetade han som radio- och TV-producent vid BBC i Belfast. Sedan 1987 bor han USA där han har undervisat vid en rad universitet. Mellan 1999 och 2004 var han professor i poesi vid Oxfords universitet.
Han har tilldelats ett flertal litterära priser, bland annat T.S. Eliot Prize 1994 och Pulitzerpriset 2003.